# Verbena californica
Verbena californica es una especie rara de planta fanerógama perteneciente a la familia de las verbenáceas. 

## Distribución y hábitat
Esta planta es endémica del Condado de Tuolumne, California, donde se conoce a partir de diez u once apariciones en el Red Hills, una sección de las estribaciones de la Sierra Nevada cerca de Chinese Camp. Crece en hábitat de bosque húmedo, a menudo sobre suelos de serpentina . Es una especie amenazada en la lista federal de los Estados Unidos.

## Distribución
Esta es una hierba verde de alrededor de medio metro de altura, con un tallo borroso y hojas largas y herbáceas. Lleva inflorescencias en forma de espigas de diminutas flores de color púrpura.
Esta planta poco común se ve amenazada por una serie de factores, incluyendo la ganadería, los vertidos de basuras, la minería de oro, el paso de vehículos todoterreno y el desarrollo urbanístico en su hábitat. La planta se reproduce asexualmente por brotar de su bulbo subterráneo, lo que puede ser un motivo de su distribución limitada.

## Taxonomía
Verbena californica fue descrita por Harold Norman Moldenke y publicado en Known Geographical Distribution of the Members of the Verbenaceae and Avicenniaceae, based chiefly on an examination of 75,000 herbarium specimens 79. 1942.
Etimología
Verbena: nombre genérico que es un antiguo nombre latíno de la verbena común europea.
californica: epíteto geográfico que alude a su localización en California.